# Hopp oder Top

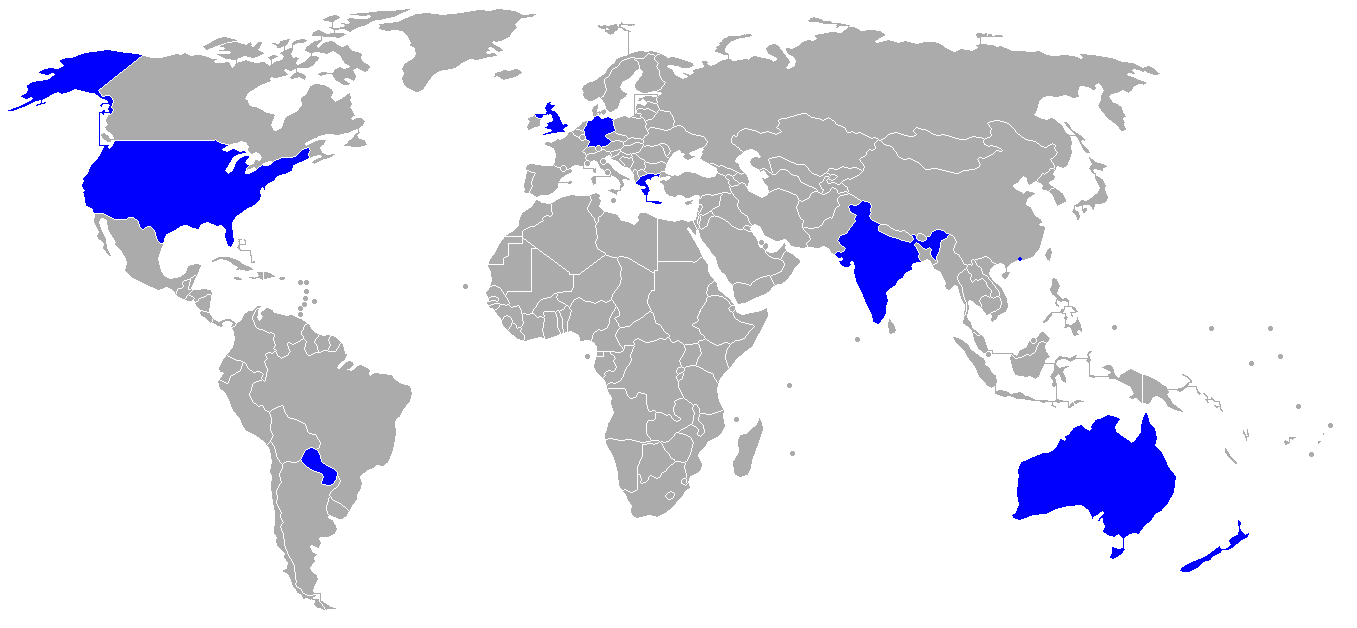
Länder mit einer eigenen Sale of the Century-Version

Hopp oder Top war eine Quizsendung aus den Jahren 1990 bis 1992 bei Tele 5 bzw. 1993 dem DSF, produziert von der Reg Grundy Produktion in den ARRI-Studios in München-Schwabing.

## Originalformate
Das Originalformat Sale of the Century (Verkauf des Jahrhunderts; originale Schreibweise $ale of the Century) wurde in den USA von 1969 bis 1974 und 1983 bis 1989 ausgestrahlt. Der australische TV-Mogul Reg Grundy, der von 1970 bis 1976 bereits ein ähnliches Format unter dem Titel Great Temptation (Große Versuchung) in Australien produziert hatte, kaufte das Format und produzierte es ab 1980 unter dem Originaltitel neu. Die Show wurde mit 4610 Folgen in 21 Jahren die bis dato erfolgreichste australische Gameshow. Sie wurde in lokalen Versionen in Großbritannien (1971–83, 1989/90, 1997/8), Neuseeland (1989–93, 1995), Paraguay (1997/8), der Türkei (1995–8) und Deutschland gesendet, im Spielablauf und meist sogar der Studiogestaltung analog der australischen 1980er Version. Von 2005 bis 2009 wurde in Australien wieder unter dem Titel Temptation gesendet, ebenso wie 2006 in Südafrika und Nigeria und 2007/8 in den USA. In Brasilien lief die Show bereits in den 60er und 70er-Jahren unter dem Titel So Compra Quem Tem (Also wer kauft), von 1995 bis 2010 als Tentacao (Versuchung). Griechenland nannte die Show 1994/5 zunächst Aφεvזіκό Tρελάθηκε (Der Chef ist verrückt geworden), 1997/98 sendete man unter dem Originaltitel. Nur kurze Zyklen gab es in Hongkong (1982), Mexiko (1998) und Indien (2004, Super Sale, Super Verkauf).

## Chronik Hopp oder Top
Moderator der deutschen Sendung war zunächst der Schauspieler Andreas Similia, er wurde jedoch ab Ausstrahlungen im April 1991 durch den vormaligen Rundfunkmoderator Thomas „Thomy“ Aigner ersetzt. Nachdem zum 1. Januar 1993 aus Tele 5 das DSF geworden war, übernahm der Schauspieler Hermann Toelcke noch einige Folgen, bis das DSF die Sendung mangels Kompatibilität zu ihrem Sportprogramm einstellte. Assistentin blieb die gesamte Zeit über das vormalige Fotomodell Angelika (bürgerlich: Angela) Petersen, Off-Sprecher war zunächst Stephan Lehmann. 

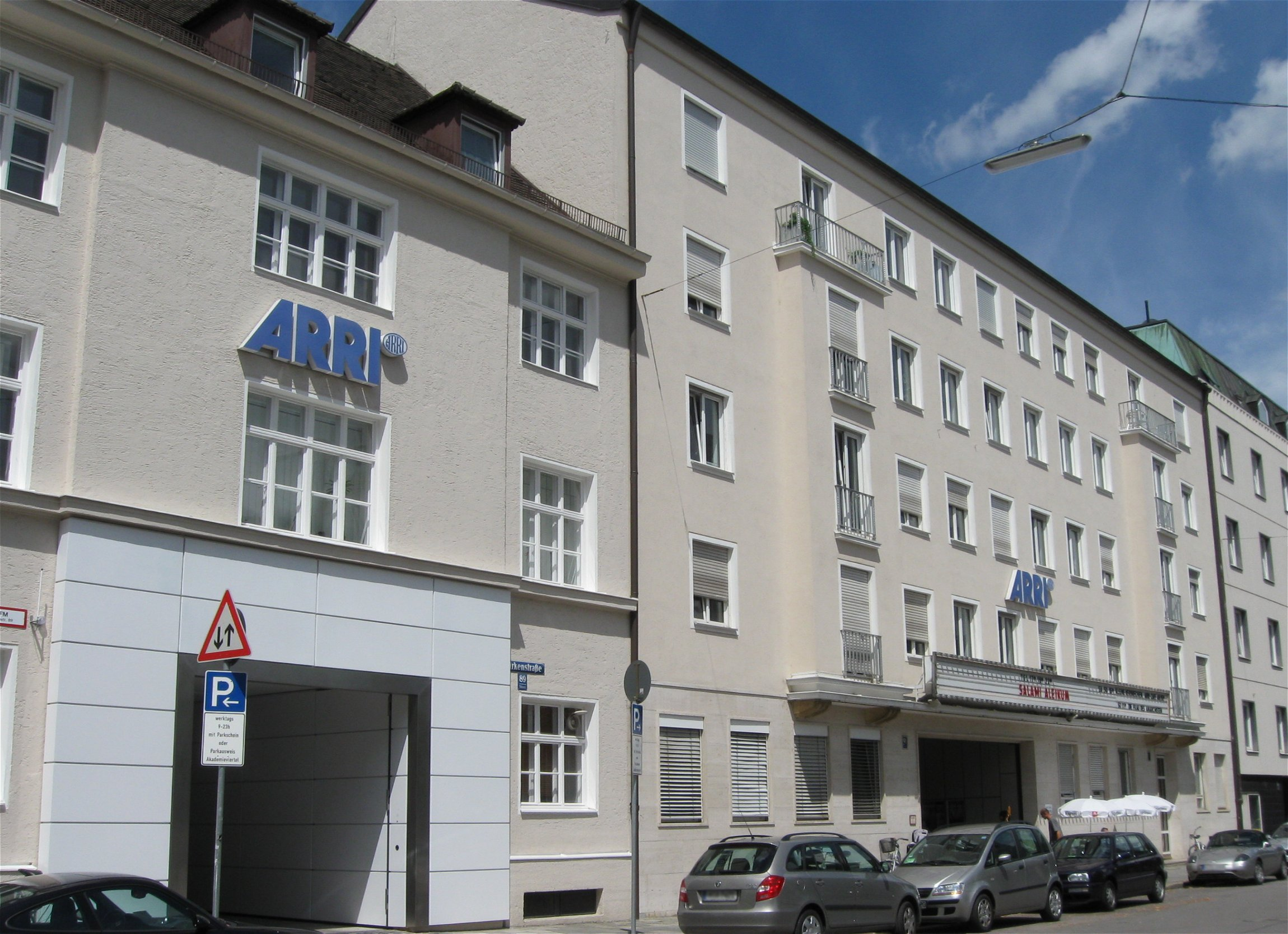
ARRI-Studios in München, Produktionsort von Hopp oder Top

 Sendezeit war anfangs montags bis samstags ab ca. 20:30 Uhr. Mitte 1991 wurde die Show auf 19:45 Uhr vorgezogen, durch die sich von 30 bis auf 45 Minuten brutto verlängernde Sendezeit in der Folge bis 19:30 Uhr. Auf Tele 5 wurde die Sendung bis Ende 1992 zuletzt um 19:35 Uhr ausgestrahlt. Die Samstagsfolge entfiel zum Schluss. Die Sendung wurde ohne Studiopublikum mit Applaus vom Band aufgezeichnet, da durch die Präsentation der Preise (Auto etc.) der grundsätzlich vorhandene Platz für ein Publikum (Ruck Zuck wurde im selben Studio mit Publikum produziert) belegt war. Die durchschnittliche Zuschauerzahl betrug im ersten Quartal 1991 260.000. Im DSF lief die Sendung ab dem 1. Januar 1993 zunächst um 19:30 Uhr. Die letzten für das DSF produzierten Folgen wurden im Frühsommer 1993 im Vormittagsprogramm gegen 9:00 Uhr ausgestrahlt.

## Regeln und Gewinne
Die Show war eine Kombination aus Quiz und Werbesendung. Sie wurde aufgrund der Präsentation der Preise als Werbesendung gekennzeichnet (anfangs nur durch einen wenige Sekunden zu sehenden Schriftzug Werbung, später dauerhaft). In jeder Sendung kämpften drei Kandidaten um den Tagessieg. Jeder Spieler startete mit 20 Punkten. Für eine richtige Antwort wurden fünf Punkte gutgeschrieben, bei Falschantwort aber auch wieder abgezogen. Die durch Antworten erspielten Punkte konnte der jeweils in Führung liegende Kandidat bereits während der Show in mehreren „Geschenk-Boutiquen“ teilweise in Sachpreise eintauschen. Hierfür wurden in der ersten Runde 6, in der zweiten Runde 9 und in der dritten Runde 16 Punkte vom Konto abgezogen. Der Moderator versuchte zudem den Führenden zum „Kauf“ zu verleiten, indem er die Punktzahl, welche abgezogen wird, reduzierte und/oder zusätzlich zum Sachpreis noch Geld drauflegte (ein Kandidat, der um den Superpreis spielte, lehnte Anfang 1991 einen Kauf mit 20.000 DM Zugabe ab). Eine weitere Besonderheit waren die drei Bonusfragen. Der Kandidat, welcher diese richtig beantwortete, konnte sich ein Feld (1–9) auf der Wand aussuchen. Dahinter verbargen sich Sachpreise oder 10, 15 (ab 2. Bonusfrage) oder 25 Bonuspunkte (ab 3. Bonusfrage). Der Gesamtsieger konnte ebenfalls einen seinem Punktestand entsprechenden Sachpreis wählen oder aber die Punkte für einen höheren Sachpreis ansammeln und in der nächsten Sendung weiterspielen. Für den ersten Preis als Gesamtsieger wurde keine Mindestpunktzahl benötigt. Für den nächsthöheren Preis waren 160 Punkte erforderlich. Dies steigerte sich um jeweils 90 Punkte pro Gewinnstufe. Beim Erreichen von 520 (anfangs 610) Punkten konnte der Sieger einen damals aktuellen BMW der 3er-Reihe (E36 Limousine oder Coupé, E30 Cabrio oder Touring) oder den 5er E34, jeweils im Wert von über 60.000 DM gewinnen. In der vorletzten Gewinnstufe (610 Punkte) winkte ein Jackpot in bar in Höhe von mindestens 80.000 DM (pro Sendung um 1.000 DM steigend), der in der letzten Gewinnstufe (700 Punkte– Superchampion) noch mit allen vorherigen Sachpreisen kombiniert werden konnte. Insgesamt ergab sich so eine maximale Gewinnsumme bis über 300.000 DM (abhängig vom Stand des Jackpots und dem Wert der Preise), deren Gewinn am 1. Juli 1992 den höchsten bis dato in einer deutschen Spielshow erzielten Wert markierte. Bis zur 500. Sendung am 5. November 1992 gab es fünf Superchampions. Die zwei Verlierer pro Sendung erhielten als Trostpreis eine silberne „Geldscheinklammer“, sowie natürlich alle Preise, die sie in vorherigen Geschenkboutiquen und Bonusrunden gewonnen/gekauft hatten.

## Wiederholungen
Einige der alten Sendungen wurden in den Jahren 1996 bis 1999 beim Sender tm3 fünfmal wiederholt (insg. über 1.000 Wiederholungen).
Ende Januar 2007 gab es als dritte Folge des  ProSieben-Gameshow-Marathons eine Einzelsendung ein Remake.

## Computerspiel
Als Merchandising-Artikel wurde 1992 ein gleichnamiges Computerspiel veröffentlicht, das dem Konzept und der Optik der Fernsehsendung nachempfunden war. Preise konnten hier natürlich nicht gewonnen werden. Verfügbar war es für PC (DOS), Commodore 64, Amiga 500/600 und Atari ST. Das Spiel wurde auch an Kandidaten der Sendung ausgegeben.